# Jüdische Trauerhalle (Holešov)

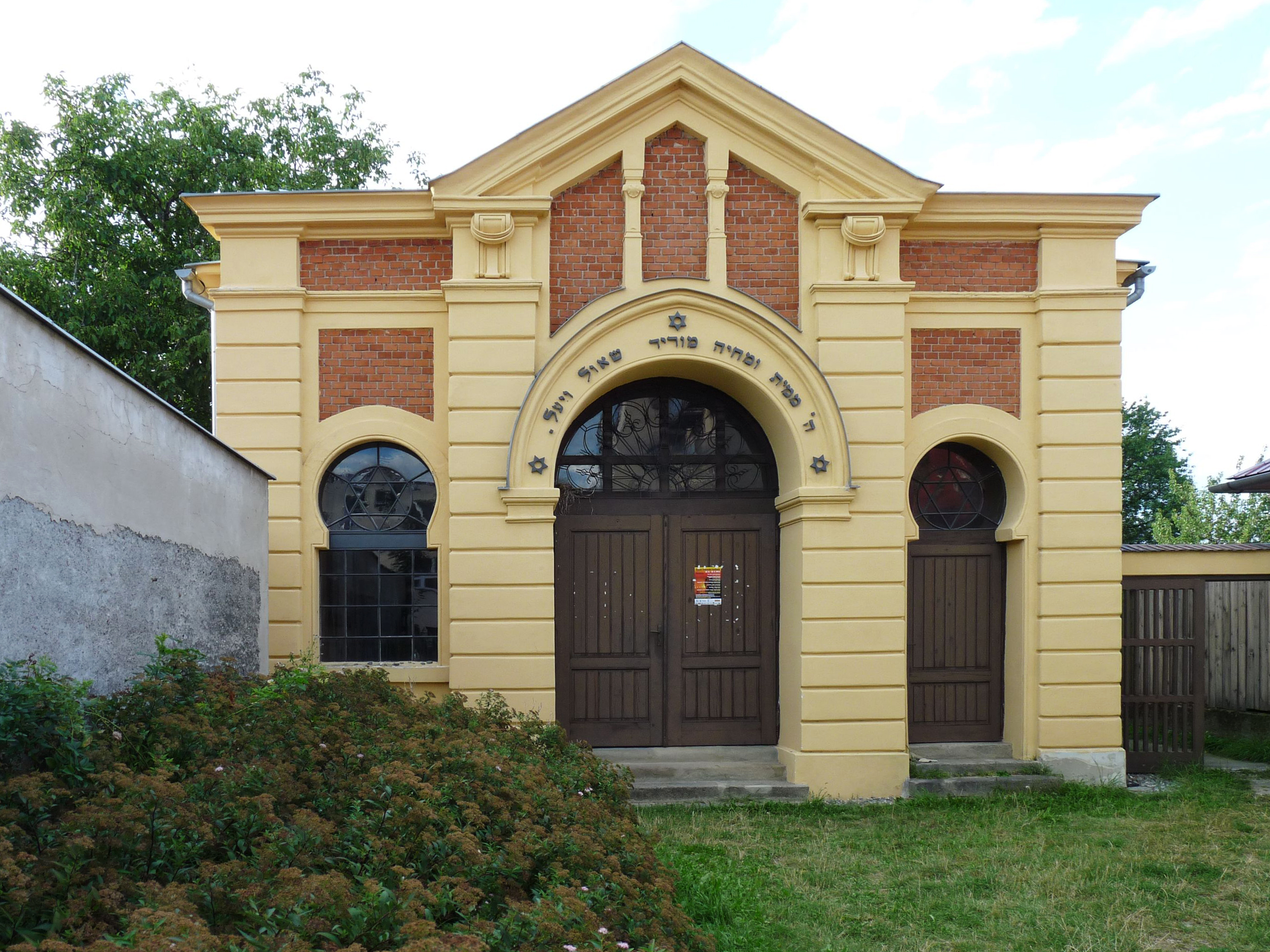
Trauerhalle auf dem jüdischen Friedhof in Holešov

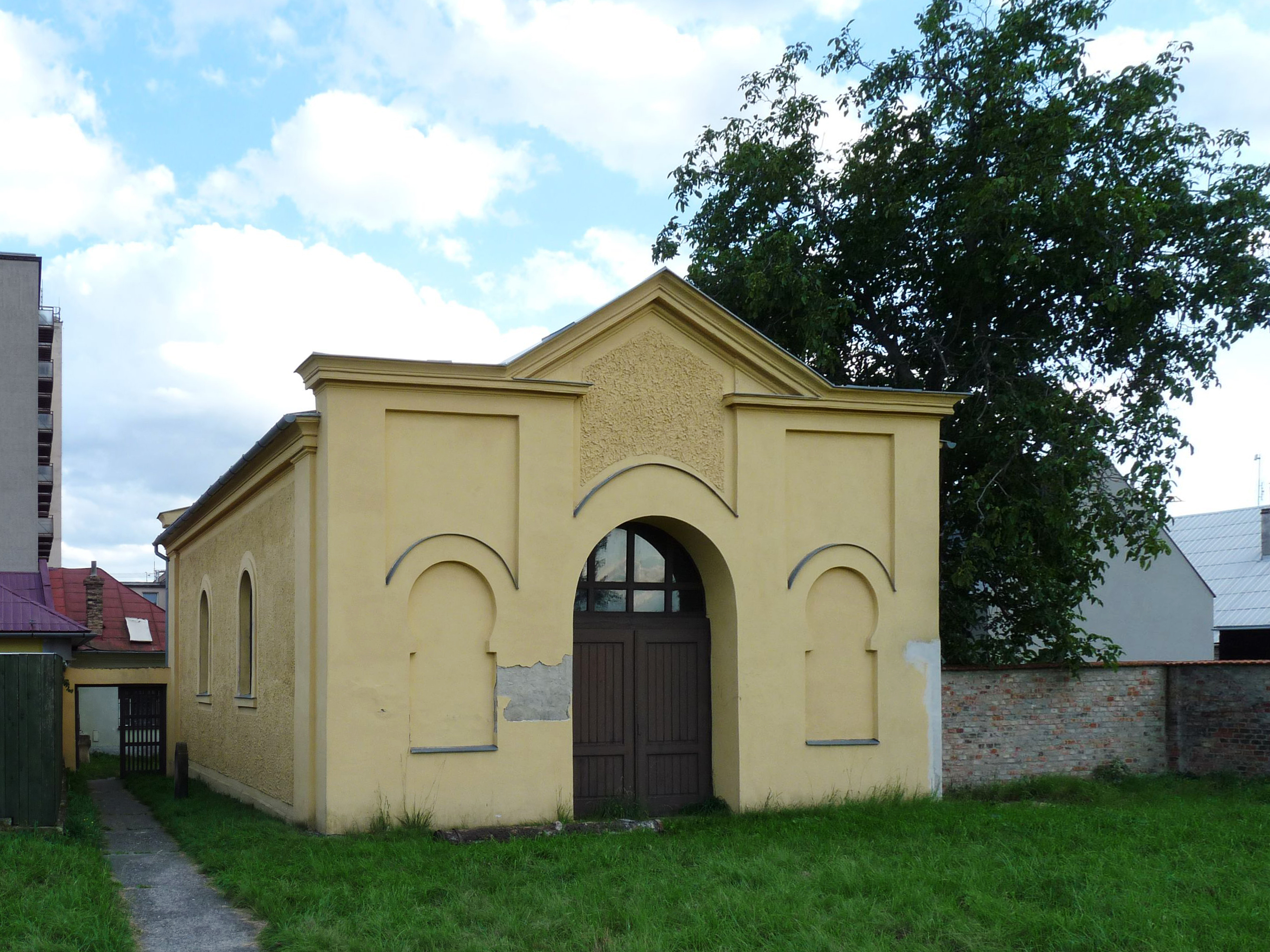
Rückseite

Die Jüdische Trauerhalle in Holešov (deutsch Holleschau), einer Stadt im Okres Kroměříž in Tschechien, wurde 1903 errichtet. Die Trauerhalle ist als Teil des Jüdischen Friedhofs in Holešov seit 1988 ein geschütztes Kulturdenkmal.
Die Trauerhalle im Stil des Historismus besitzt ein Rundbogenportal über dem eine hebräische Inschrift angebracht ist: „Der HERR tötet und macht lebendig, führt in die Hölle und wieder heraus“ (1. Sam. 2,6).
In der Trauerhalle erinnert eine Gedenktafel an die Opfer der Shoa.